# Asparagus mahafalensis
Asparagus mahafalensis är en sparrisväxtart som beskrevs av Joseph Marie Henry Alfred Perrier de la Bâthie. Asparagus mahafalensis ingår i släktet sparrisar, och familjen sparrisväxter. Inga underarter finns listade i Catalogue of Life.